# 1457 Ankara
Az 1457 Ankara (ideiglenes jelöléssel 1937 PA) a Naprendszer kisbolygóövében található aszteroida. Karl Wilhelm Reinmuth fedezte fel 1937. augusztus 3-án, Heidelbergben.